# Liste der Senatoren der Vereinigten Staaten aus Kentucky
Die Liste der Senatoren der Vereinigten Staaten aus Kentucky führt alle Personen auf, die jemals für diesen Bundesstaat dem Senat angehört haben, nach den Senatsklassen sortiert. Dabei zeigt eine Klasse, wann dieser Senator wiedergewählt wird. Die Senatoren der class 2 wurden zuletzt im November 2020 wiedergewählt, die Wahlen der Senatoren der class 3 fanden im Jahr 2022 statt.

## Klasse 2

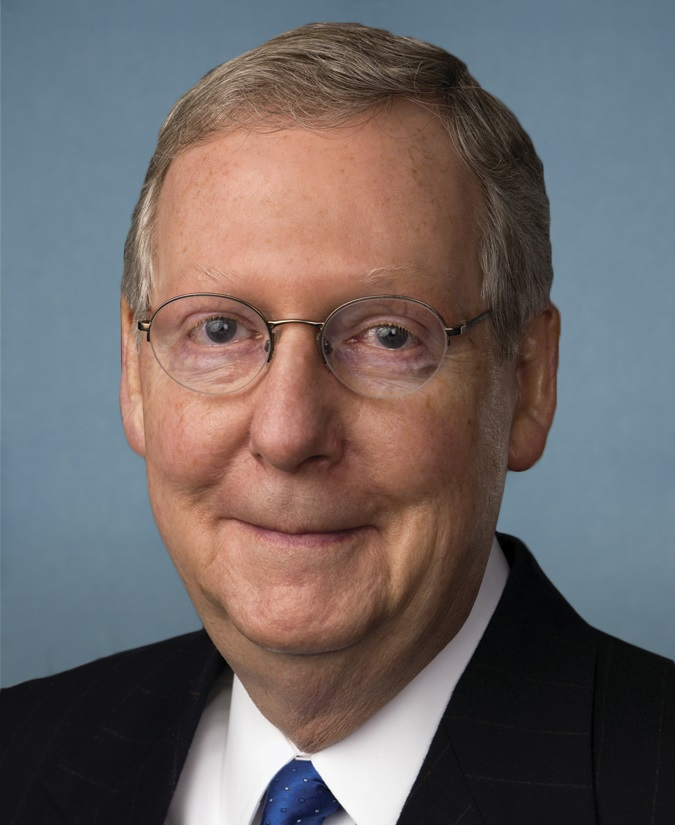
Mitch McConnell

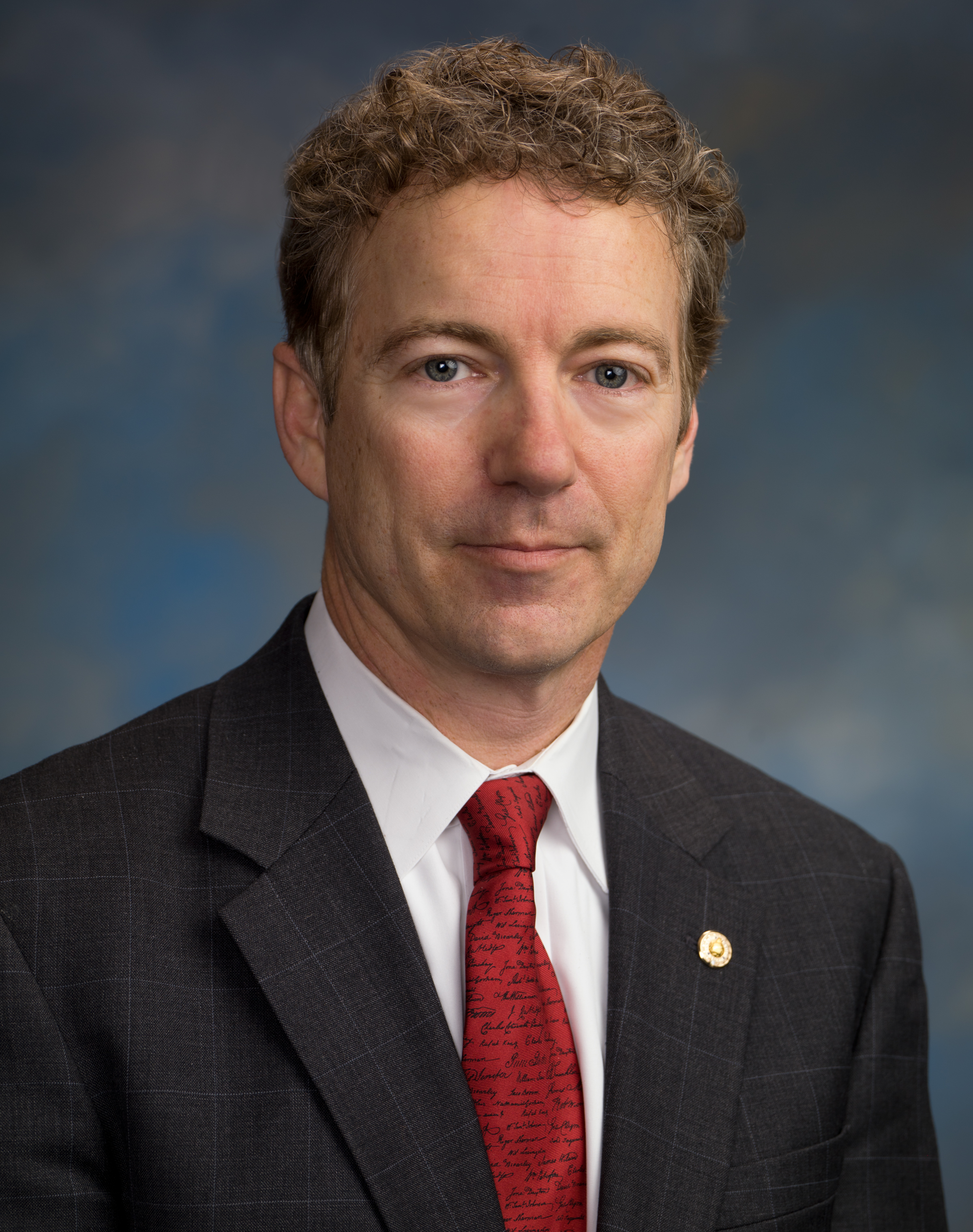
Rand Paul

Kentucky ist seit dem 1. Juni 1792 US-Bundesstaat und hatte bis heute 37 Senatoren der class 2 im Kongress, von denen zwei, George Bibb und John Crittenden, zwei, sowie John Cooper drei nicht unmittelbar aufeinander folgende Amtszeiten absolvierten.
| Name                           | Amtszeit  | Partei                  | Lebensdaten                          |
| ------------------------------ | --------- | ----------------------- | ------------------------------------ |
| John Brown                     | 1792–1805 | Democratic Republican   | 12. September 1757 – 29. August 1837 |
| Buckner Thruston               | 1805–1809 | Democratic Republican   | 9. Februar 1763 – 30. August 1845    |
| Henry Clay                     | 1810–1811 | Democratic Republican   | 12. April 1777 – 29. Juni 1852       |
| George Mortimer Bibb           | 1811–1814 | Democratic Republican   | 30. Oktober 1776 – 14. April 1859    |
| George Walker                  | 1814      | Democratic Republican   | 1763–1819                            |
| William Taylor Barry           | 1814–1816 | Democratic Republican   | 5. Februar 1784 – 30. August 1835    |
| Martin Davis Hardin            | 1816–1817 | Föderalist              | 21. Juni 1780 – 8. Oktober 1823      |
| John Jordan Crittenden         | 1817–1819 | Democratic Republican   | 10. September 1786 – 26. Juli 1863   |
| Richard Mentor Johnson         | 1819–1829 | Democratic Republican   | 17. Oktober 1780 – 19. November 1850 |
| George Mortimer Bibb           | 1829–1835 | Demokrat                | 30. Oktober 1776 – 14. April 1859    |
| John Jordan Crittenden         | 1835–1841 | Whig                    | 10. September 1786 – 26. Juli 1863   |
| James Turner Morehead          | 1841–1847 | Whig                    | 24. Mai 1797 – 28. Dezember 1854     |
| Joseph Rogers Underwood        | 1847–1853 | Whig                    | 24. Oktober 1791 – 23. August 1876   |
| John Burton Thompson1          | 1853–1859 | Whig/Know-Nothing Party | 14. Dezember 1810 – 7. Januar 1874   |
| Lazarus Whitehead Powell       | 1859–1865 | Demokrat                | 6. Oktober 1812 – 3. Juli 1867       |
| James Guthrie                  | 1865–1868 | Demokrat                | 5. Dezember 1792 – 3. März 1869      |
| Thomas Clay McCreery           | 1868–1871 | Demokrat                | 12. Dezember 1816 – 10. Juli 1890    |
| John White Stevenson           | 1871–1877 | Demokrat                | 5. Mai 1812 – 10. August 1886        |
| James Burnie Beck              | 1877–1890 | Demokrat                | 13. Februar 1822 – 3. Mai 1890       |
| John Griffin Carlisle          | 1890–1893 | Demokrat                | 5. September 1834 – 31. Juli 1910    |
| William Lindsay                | 1893–1901 | Demokrat                | 4. September 1835 – 15. Oktober 1909 |
| Joseph Clay Stiles Blackburn   | 1901–1907 | Demokrat                | 1. Oktober 1838 – 12. September 1918 |
| Thomas Hanson Paynter          | 1907–1913 | Demokrat                | 9. Dezember 1851 – 8. März 1921      |
| Ollie Murray James             | 1913–1918 | Demokrat                | 27. Juli 1871 – 28. August 1918      |
| George Brown Martin            | 1918–1919 | Demokrat                | 18. August 1876 – 12. November 1945  |
| Augustus Owsley Stanley        | 1919–1925 | Demokrat                | 21. Mai 1867 – 12. August 1958       |
| Frederic Mosley Sackett        | 1925–1930 | Republikaner            | 17. Dezember 1868 – 18. Mai 1941     |
| John Marshall Robsion          | 1930      | Republikaner            | 2. Januar 1873 – 17. Februar 1948    |
| Ben Mitchell Williamson        | 1930–1931 | Demokrat                | 16. Oktober 1864 – 23. Juni 1941     |
| Marvel Mills Logan             | 1931–1939 | Demokrat                | 7. Januar 1874 – 3. Oktober 1939     |
| Albert Benjamin Chandler       | 1939–1945 | Demokrat                | 14. Juli 1898 – 15. Juni 1991        |
| William Abner Stanfill         | 1945      | Republikaner            | 16. Januar 1892 – 12. Juni 1971      |
| John Sherman Cooper            | 1946–1949 | Republikaner            | 23. August 1901 – 21. Februar 1991   |
| Virgil Munday Chapman          | 1949–1951 | Demokrat                | 15. März 1895 – 8. März 1951         |
| Thomas Rust Underwood          | 1951–1952 | Demokrat                | 3. März 1898 – 29. Juni 1956         |
| John Sherman Cooper            | 1952–1955 | Republikaner            | 23. August 1901 – 21. Februar 1991   |
| Alben William Barkley          | 1955–1956 | Demokrat                | 24. November 1877 – 30. April 1956   |
| Robert Humphreys               | 1956      | Demokrat                | 20. August 1893 – 31. Dezember 1977  |
| John Sherman Cooper            | 1956–1973 | Republikaner            | 23. August 1901 – 21. Februar 1991   |
| Walter Darlington Huddleston   | 1973–1985 | Demokrat                | 15. April 1926 – 16. Oktober 2018    |
| Addison Mitchell McConnell Jr. | seit 1985 | Republikaner            | * 20. Februar 1942                   |

1 Thompson gehörte ab 1857 der Know-Nothing Party an.

## Klasse 3
Kentucky stellte bis heute 34 Senatoren der class 3, von denen zwei, Isham Talbot und John J. Crittenden, zwei, und einer, Henry Clay, drei nicht unmittelbar aufeinander folgende Amtszeiten absolvierten.
| Name                          | Amtszeit  | Partei                    | Lebensdaten                             |
| ----------------------------- | --------- | ------------------------- | --------------------------------------- |
| John Edwards                  | 1792–1795 | Democratic Republican     | 1748–1837                               |
| Humphrey Marshall             | 1795–1801 | Föderalist                | 1760 – 3. Juli 1841                     |
| John Breckinridge             | 1801–1805 | Democratic Republican     | 2. Dezember 1760 – 14. Dezember 1806    |
| John Adair                    | 1805–1806 | Democratic Republican     | 9. Januar 1757 – 19. Mai 1840           |
| Henry Clay                    | 1806–1807 | Democratic Republican     | 12. April 1777 – 29. Juni 1852          |
| John Pope                     | 1807–1813 | Democratic Republican     | 1770 – 12. Juli 1845                    |
| Jesse Bledsoe                 | 1813–1814 | Democratic Republican     | 6. April 1776 – 25. Juni 1836           |
| Isham Talbot                  | 1815–1819 | Democratic Republican     | 1773 – 25. September 1837               |
| William Logan                 | 1819–1820 | Democratic Republican     | 8. Dezember 1776 – 8. August 1822       |
| Isham Talbot                  | 1820–1825 | Nationalrepublikaner      | 1773 – 25. September 1837               |
| John Rowan                    | 1825–1831 | Demokrat                  | 12. Juli 1773 – 13. Juli 1843           |
| Henry Clay                    | 1831–1842 | Whig                      | 12. April 1777 – 29. Juni 1852          |
| John Jordan Crittenden        | 1842–1848 | Whig                      | 10. September 1786 – 26. Juli 1863      |
| Thomas Metcalfe               | 1848–1849 | Whig                      | 20. März 1780 – 18. August 1855         |
| Henry Clay                    | 1849–1852 | Whig                      | 12. April 1777 – 29. Juni 1852          |
| David Meriwether              | 1852      | Demokrat                  | 30. Oktober 1800 – 4. April 1893        |
| Archibald Dixon               | 1852–1855 | Whig                      | 2. April 1802 – 23. April 1876          |
| John Jordan Crittenden        | 1855–1861 | Know-Nothing Party        | 10. September 1786 – 26. Juli 1863      |
| John Cabell Breckinridge      | 1861      | Demokrat                  | 16. Januar 1821 – 17. Mai 1875          |
| Garrett Davis                 | 1861–1872 | Unionist ab 1865 Demokrat | 10. September 1801 – 22. September 1872 |
| Willis Benson Machen          | 1872–1873 | Demokrat                  | 10. April 1810 – 29. September 1893     |
| Thomas Clay McCreery          | 1873–1879 | Demokrat                  | 12. Dezember 1816 – 10. Juli 1890       |
| John Stuart Williams          | 1879–1885 | Demokrat                  | 10. Juli 1818 – 17. Juli 1898           |
| Joseph Clay Stiles Blackburn  | 1885–1897 | Demokrat                  | 1. Oktober 1838 – 12. September 1918    |
| William Joseph Deboe          | 1897–1903 | Republikaner              | 30. Juni 1849 – 15. Juni 1927           |
| James Bennett McCreary        | 1903–1909 | Demokrat                  | 8. Juli 1838 – 8. Oktober 1918          |
| William O’Connell Bradley     | 1909–1914 | Republikaner              | 18. März 1847 – 23. Mai 1914            |
| Johnson Newton Camden Jr.     | 1914–1915 | Demokrat                  | 5. Januar 1865 – 16. August 1942        |
| John Crepps Wickliffe Beckham | 1915–1921 | Demokrat                  | 5. August 1869 – 9. Januar 1940         |
| Richard Pretlow Ernst         | 1921–1927 | Republikaner              | 28. Februar 1858 – 13. April 1934       |
| Alben William Barkley         | 1927–1949 | Demokrat                  | 24. November 1877 – 30. April 1956      |
| Garrett Lee Withers           | 1949–1950 | Demokrat                  | 21. Juni 1884 – 30. April 1953          |
| Earle Chester Clements        | 1950–1957 | Demokrat                  | 22. Oktober 1896 – 12. März 1985        |
| Thruston Ballard Morton       | 1957–1968 | Republikaner              | 19. August 1907 – 14. August 1982       |
| Marlow Webster Cook           | 1968–1974 | Republikaner              | 27. Juli 1926 – 4. Februar 2016         |
| Wendell Hampton Ford          | 1974–1999 | Demokrat                  | 8. September 1924 – 22. Januar 2015     |
| James Paul David Bunning      | 1999–2011 | Republikaner              | * 23. Oktober 1931 – 26. Mai 2017       |
| Randal Howard Paul            | seit 2011 | Republikaner              | * 7. Januar 1963                        |